# سی گالیسیا
سی گالیسیا (به اسپانیایی: Cee) یکی از دهستان‌های اسپانیا است.

## خصوصیات
سی گالیسیا ۵۲٫۲ کیلومترمربع مساحت و ۷٬۴۶۷ نفر جمعیت دارد.